# ميكلوس فارغا
ميكلوس فارغا (بالمجرية: Varga Miklós)‏ (مواليد 26 أغسطس 1987) هو ملاكم مجري، مثّل بلاده في الألعاب الأولمبية الصيفية في دورتي 2008 و2012.

## روابط خارجية
ميكلوس فارغا على موقع أوليمبيديا (الإنجليزية)